# Governatorato di Perm'
La Gubernija di Perm', in russo Саратовская губерния? era una Gubernija dell'Impero russo, che occupava grosso modo il territorio a cavallo degli Urali, appartenente al Kraj di Perm'. Istituita nel 1781, esistette fino al 1923, il capoluogo era Perm'.